# Янево
Янево (на сръбски: Јањево или Janjevo; на албански: Janjevë или Janjeva) е село в Косово, община Липян, Прищински окръг.

## География
Селото е разположено на 10 километра югоизточно от Прищина и североизточно от Липян на Яневската река в югозападните склонове на Козница.

## История
Васил Златарски, който посещава селото през август 1916 г., в рамките на научната експедиция в Македония и Поморавието, твърди, че местното население - католици по вероизповедание - се смятали за хървати, но говорели български и се надявали да им бъдат назначени учители-българи от католическата епископия в Призрен. Основатели на селото са били рудари, настанили се там през 1328 г., при крал Стефан Урош II Милутин. През 1689 г. и католици, и православни напускат селото, но през XVIII век католическата общност се възстановява. В началото на XX век основен поминък за населението е било златарството: според Златарски Яневци редовно пътували из градове и села в България.
При избухването на Балканската война в 1912 година трима души от Янево са доброволци в Македоно-одринското опълчение.
През 1991 година 60% от жителите на селото се самоопределят като хървати, но след Косовската война от 1998-1999 година почти всички се изселват в Хърватия. Според преброяването от 2011 година над 80% от жителите са албанци, а определящите се като хървати са около 270 души.

## Личности
Родени в Янево
- Матия Мазарек, (1726 – 1808), католически прелат
- Себо Ленцов Мазарек (1889 – ?), пръстенджия, македоно-одрински опълченец, 1 рота на 10 прилепска дружина[3]
- Стефан Гечов (1873 – 1929), католически свещеник и мисионер.
- Тончо Филипов Марков (Тарков), македоно-одрински опълченец, 2 (1) рота на 2 скопска дружина[4]
- Тончо Михайлов Тончов (Тонев), македоно-одрински опълченец, 1 рота на 2 скопска дружина[5]